# Мосиенко, Сергей Иванович
Сергей Иванович Мосиенко (27 июля 1921 года — 24 февраля 1991) — Герой Советского Союза, лётчик 11-го отдельного разведывательного авиационного полка 3-й воздушной армии 1-го Прибалтийского фронта, старший лейтенант.

## Биография
Родился 27 июля 1921 года в селе Андреевка ныне Бахмутского района Донецкой области Украины в семье крестьянина. Украинец.
Окончил 8 классов. Работал старшим пионервожатым.
В Красной Армии с 1940 года. В 1942 году окончил Тамбовскую военно-авиационную школу пилотов.
Участник Великой Отечественной войны с марта 1943 года. Член ВКП(б)/КПСС с 1944 года.
С 1985 года генерал-лейтенант авиации С. И. Мосиенко — в запасе. Жил в Москве, где умер 24 февраля 1991 года. Похоронен на кладбище села Леониха Щёлковского района Московской области.

## Награды
- Медаль «Золотая Звезда»,
- орден Ленина,
- двa ордена Красного Знамени,
- три ордена Отечественной войны 1-й степени,
- орден Красной Звезды,
- орден «За службу Родине в Вооружённых Силах СССР» 3-й степени,
- медали, в том числе:
  - двe медали «За боевые заслуги».